# Гиббс, Елена
Леди Елена Гиббс (англ. Lady Helena Gibbs, урождённая Елена Текская, англ. Helena of Teck; 23 октября 1899, Лондон — 22 декабря 1969, Глостершир) — британская аристократка. Племянница Марии Текской. Праправнучка короля Великобритании Георга III.

## Биография
Елена родилась 23 октября 1899 года. Она была младшей дочерью Адольфа Текского (1868—1927) и его супруги Маргарет Гросвенор (1873—1929). Елена была членом Текского дома, морганатической ветви Вюртембергского дома. В 1900 году, после смерти деда, её отец стал 2-м герцогом Текским.
Во время Первой мировой войны, из-за антигерманских настроений в Соединенном Королевстве, её дядя, король Георг V, изменил название королевского дома с немецкого, Саксен-Кобург-Готского на более английское Виндзоры. Отец Елены последовал его примеру, и 14 июля 1917 года отказался от титула герцога Текского и фамилии «фон Тек».
Елена присутствовала на свадьбе принцессы Патриции и Александра Рамзея в 1919 году.
В 1921 году она помогла открыть детский дом в Кингстауне в честь своей покойной невестки Виктории Гиббс. Она также была почетной хозяйкой выставки цветов в Монпелье в 1931 году.

## Свадьба
Елена вышла замуж за полковника Джона Ивлина Гиббса (1879—1932), ветерана англо-бурских войн и Первой мировой войны. Он был внуком известного бизнесмена Уильяма Гиббса, Они поженились 2 сентября 1919 года в часовне Святого Георгия в Виндзорском замке. Хотя Гиббс был простолюдином,  его старший брат Георг был возведен в пэры и получил титул барона Враксолла в 1928 году. Брак был одобрен королём, который изначально должен был присутствовать на свадьбе, но позже не смог присутствовать и вместо этого отправил телеграмму с поздравлениями на следующий день. За месяц до свадьбы, Country Life поместил ее на обложку своего журнала 2 августа 1919 года. Свадьба была освещена в статье с фотографиями, в журналах The Sketch и Tatler. На свадьбе присутствовало от четырёхсот до пятисот человек, а вечеринка после свадьбы прошла в коттедже Фрогмор. На Елене было простое ожерелье из мелких жемчужин для свадьбы, платье из белого материала Royal beaute, и было шесть подружек невесты. Шафером был Ланселот Гиббс, брат жениха.
У пары не было детей. Леди Елена пережила мужа на 37 лет и умерла 22 декабря 1969 года, в Бадминтон-Хаусе.  Её похороны состоялись в церкви Святой Марии в Тетбери, 27 декабря 1969 года.